# Cilunculus frontosus
Cilunculus frontosus là một loài nhện biển trong họ Ammotheidae. Loài này thuộc chi Cilunculus. Cilunculus frontosus được miêu tả khoa học năm 1908 bởi Loman.